# Martine Buron
Martine Buron (Neuilly-sur-Seine, 12 gener de 1944) es una arquitecta i política francèsa.
Va ser diputada al Parlament Europeu entre 1984 i 1989. El març de 1989 va ser elegida alcaldessa de Châteaubriant, càrrec que va ostentar fins al 2001, i des del 2017 és presidenta de la Fédération française des maisons de l'Europe.
El seu pare Robert Buron fou diverses vegades ministre d'hisenda i afers econòmics dels governs De Gaulle i Pompidou, així com alcalde de Laval entre 1971 i 1973.